# Jaap de Hoop Scheffer
Jakob Gijsbert "Jaap" de Hoop Scheffer (Amsterdã, 3 de abril de 1948) é um político neerlandês, foi secretário-geral da OTAN. De Hoop Scheffer serviu como Ministro dos Negócios Estrangeiros da Holanda, e foi uma figura importante na decisão holandesa para participar em 2003 na invasão do Iraque. Em 2004, ele foi escolhido como o 11 º Secretário-geral da OTAN.

## Vida e carreira
Nascido em Amsterdã, De Hoop Scheffer se formou na universidade de Leiden em 1974. Após completar o serviço militar na força aérea, onde se tornou um reservista, ele trabalhou para o Ministério dos Negócios Estrangeiros de 1976 a 1986. Nos primeiros dois anos, ele esteve estacionado na embaixada da Holanda no Gana. Depois disso, ele trabalhou na delegação neerlandesa na sede da OTAN em Bruxelas até 1980. Embora ele tenha sido um membro do partido D66, ele se tornou membro do Apelo Cristão-Democrático (CDA) em 1982. Nas eleições de 1986, ele foi eleito porta-voz para assuntos externos do CDA na Câmara dos Representantes. Entre 1997 e 2001, ele foi o líder da delegação do CDA na Câmara dos Representantes, numa altura em que o CDA estava na oposição. Isso fez dele líder partidário. Quando a lista de candidatos para as eleições de 2002 foi escolhida, a sua posição como líder do partido da CDA se tornou incerta. Jan Peter Balkenende a adquiriu, e obteve a primeira posição na lista de candidatos do CDA nas eleições de 15 de Maio de 2002.

## Ministro dos Negócios Estrangeiros
O CDA ganhou essas eleições e desempenhou o papel de liderança na formação de um novo governo de coligação. O novo primeiro-ministro Balkenende nomeando De Hoop Scheffer como ministro dos negócios estrangeiros, concedeu-lhe um cargo que ele ocupou até as eleições de 22 de Janeiro de 2003. Em 2003, a política externa da Holanda foi largamente determinada por De Hoop Scheffer e Balkenende. As suas principais decisões na política externa foram a contribuir para a Operation Iraqi Freedom, muito embora a sua formulação ("apoio político", mas "não militar") deu-lhe um caráter ambivalente. No entanto, 1 100 militares holandeses foram implantados como parte da Força de Estabilização do Iraque na província de Al Muthanna Sul a partir de 2003 até 2005, e dois deles foram mortos em ação.
Em 2003, Jaap de Hoop Scheffer foi também presidente em exercício da Organização para a Segurança e Cooperação na Europa.

## Secretário Geral da OTAN

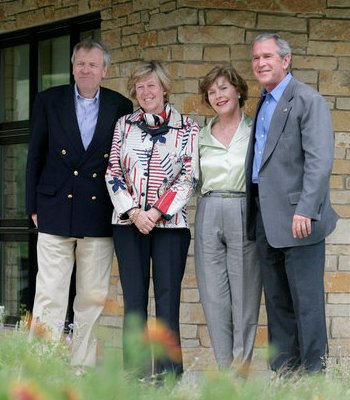
Da esquerda para a direita: Jaap de Hoop Scheffer e sua esposa Jeannine visitando Laura e George W. Bush no rancho de Bush no Texas em 2007.

Ele se tornou o 11 º Secretário-Geral da OTAN em 5 de Agosto de 2004, sucedendo Lord Robertson, que ocupou o cargo de 1999 até 2004. O anúncio foi feito em 22 de Setembro de 2003. Como Secretário-Geral, De Hoop Scheffer instigou os membros da OTAN a contribuir mais para operações da OTAN como a Força Internacional de Assistência para Segurança no Afeganistão.
Jaap de Hoop Scheffer assistiu à conferência econômica em Montreal, no Canadá, em 21 de Junho de 2007, onde ele encorajou o Canadá para continuar a sua missão militar no Afeganistão em 2009. Ele disse: "Penso que é necessário mais tempo para criar as condições para a reconstrução e desenvolvimento a fim de ir adiante." Sua visita coincidiu com a morte de mais três soldados canadenses no Afeganistão. "Eu sei como é dramático soldados canadenses pagarem o preço mais alto, mas eu continuo a dizer, você está lá por uma boa causa." As observações de De Hoop Scheffer foram feitas enquanto o governo canadense estava sob pressão por políticos da oposição para definir a duração do compromisso do Canadá com a missão no Afeganistão.
Em 21 de julho de 2009 De Hoop Scheffer sofreu um ataque cardíaco: sofreu angioplastia, após a qual voltou a estar em condições estáveis.